# Rafael López Guzmán
Rafael Jesús López-Guzmán Guzmán (Huelma, 15 de agosto de 1958) es un historiador del arte español, latinoamericanista y especialista en arte musulmán y mudéjar, así como catedrático universitario.

## Biografía
López Guzmán es catedrático de historia del arte de la Universidad de Granada donde imparte historia del arte iberoamericano en la Edad Moderna. En la misma universidad es miembro del grupo de investigación Andalucía-América: Patrimonio cultural y relaciones artísticas. Ha sido director del Seminario de Estudios Latinoamericanos y  del Seminario Permanente de Patrimonio Histórico de la Universidad Internacional de Andalucía. También coordinó, a nivel científico, el proyecto “El legado Andalusí”. Ha sido miembro de las comisiones andaluzas de Bienes Inmuebles y de Museos.
Es Presidente del Comité Español de Historia del Arte (CEHA), Vicepresidente del Centro de Estudios Históricos de Granada y su Reino y Director del Departamento de Historia del Arte de la Universidad de Granada.
Académico correspondiente de la Real Academia de Bellas Artes de San Fernando y de la Academia de Historia de Cartagena de Indias. En 2014 se le concedió el premio andaluz de investigación “Plácido Fernández Viagas” en reconocimiento a su trayectoria. El Gobierno de México le concedió la Orden Águila Azteca en el año 2015.
Dentro del conjunto de sus actividades, destaca la dirección y/o coordinación de distintas exposiciones en España y América (Museo Nacional de San Carlos de México, National Geographic (Washington), Museo Nacional de Arte de Cataluña, Biblioteca Nacional de España, Museo de Bellas Artes y Reales Alcázares de Sevilla y Alhambra de Granada), centradas en las relaciones culturales de España con América, así como en el arte y la cultura de al-Ándalus.

## Publicaciones
López Guzmán tiene una extensa obra publicada en revistas especializadas, así como en obras colectivas. De sus libros, en los que es autor o coautor, destacan:
- López Guzmán, Rafael; Díez Jorge, María Elena (2007).  Universidad de Granada, ed. La Madraza: pasado, presente y futuro. Granada. ISBN 978-84-338-4599-3.
- — (2005).  Diputación de Granada, ed. Los palacios del Renacimiento. Granada. ISBN 84-7807-349-3.
- —; Galera Mendoza, María Esther (2003).  Universidad de Granada, ed. Arquitectura, mercado y ciudad: Granada a mediados del siglo XVI. Granada. ISBN 84-338-2973-4.
- —; Espinosa Spínola, Gloria (2001). Pedro Machuca. Comares. ISBN 84-8444-428-7.
- — (2000). Arquitectura mudéjar: del sincretismo medieval a las alternativas hispanoamericanas. Madrid: Cátedra. ISBN 84-376-1801-0.
- — (1992). «Arquitectura y Carpintería Mudéjar en Nueva España». Arte novohispano 7. México: Azabache. ISBN 9789686084474.
- —; Henares Cuéllar, Ignacio Luis (1989).  Caja General de Ahorros y Monte de Piedad, ed. Arquitectura mudéjar granadina. Granada. ISBN 84-505-9006-X.
- López Guzmán, Rafael (1987).  Diputación Provincial de Granada, ed. Tradición y clasicismo en la Granada del XVI: arquitectura civil y urbanismo. Granada. ISBN 84-505-4794-6.
- López Guzmán, Rafael (2007).  Editorial Atrio y Editorial Universidad de Granada, ed. Territorio, Poblamiento y Arquitectura. México en las Relaciones Geográficas de Felipe II. Granada. ISBN 9788433845283.
- López Guzmán, Rafael (2009).  Ayuntamiento de Huelma, ed. Huelma. Arte y Cultura. Granada. ISBN 978-84-96101-80-7.
- López Guzmán, Rafael (2009).  CajaGranada, ed. Arte entre dos culturas. Andalucía, 1212-1492. Granada. ISBN 978-84-96660-92-2.
- López Guzmán, Rafael (Coord. Científica) (2009).  Fundación El Legado Andalusí, ed. Viaje a Samarkanda. Relación de la Embajada de Ruy González de Clavijo ante Tamerlán. Granada. ISBN 978-84-96395-64-0.
- López Guzmán; Espinosa Spinola (2014).  Universidad de Almería, ed. América con tinta andaluza. Historia del Arte e Historiografía. Almería. ISBN 978-84-16027-11-8.
- López Guzmán, (Coord.); Gutiérrez Viñuales, (Coord.) (2016).  Almed, ed. Alhambras. Arquitectura neoárabe en Latinoamérica. Granada. ISBN 978-84-15063-73-5.
- López Guzmán, (Coord.); Montes González, (Coord.) (2017).  Editorial Universidad de Granada, ed. Religiosidad andaluza en América. Repertorio iconográfico. Granada. ISBN 978-84-338-6014-9.
- López Guzmán, (Coord); Mogollón Cano-Cortés, (Coord.) (2019).  Fundación Academia Europea e Iberoamericana de Yuste, ed. La Virgen de Guadalupe de Extremadura en América del Sur. Arte e Iconografía. Cáceres. ISBN 978-84-948078-6-2.